# Reino de Francia
El Reino de Francia (en francés: Royaume de France) es el nombre historiográfico o término atrapalotodo que se aplica a varias entidades políticas de Francia durante la Edad Media y principios de la Edad Moderna. Fue uno de los Estados más poderosos de Europa desde la Alta Edad Media. También fue una de las primeras potencias coloniales, con posesiones en todo el mundo.
La Francia monárquica se originó como Francia Occidental, la mitad occidental del Imperio carolingio, tras el Tratado de Verdún (843). Una rama de la dinastía carolingia siguió gobernando hasta 987, cuando Hugo Capeto fue elegido rey y fundó la dinastía de los Capetos. El territorio siguió conociéndose como Francia y su gobernante como el rex Francorum («rey de los francos») hasta bien entrada la Alta Edad Media. El primer rey que se hizo llamar rex Francie («rey de Francia») fue Felipe II, en 1190, y oficialmente a partir de 1204. Desde entonces, Francia estuvo gobernada continuamente por los Capetos y sus ramas cadetes —los Valois y los Borbones— hasta que se abolió la monarquía en 1792, en el marco de la Revolución francesa. También se gobernó el Reino de Francia en una unión personal con el Reino de Navarra durante dos periodos, de 1284 a 1328 y de 1572 a 1620, año en el cual se abolieron las instituciones de Navarra y Francia se la anexionó por completo (aunque el rey de Francia siguió usando el título de «rey de Navarra» hasta el final de la monarquía).
Francia en la Edad Media era una monarquía descentralizada y feudal. En Bretaña y Cataluña, así como en Aquitania, apenas se notó la autoridad del rey francés. Lorena y Provenza eran estados del Sacro Imperio Romano Germánico y no formaban parte de Francia aún. Al principio, los reyes de Francia Occidental eran elegidos por los magnates seculares y eclesiásticos, pero la coronación regular del hijo mayor del rey reinante en vida de su padre estableció el principio de primogenitura masculina, que se codificó en la ley sálica. Durante la Baja Edad Media, la rivalidad entre la dinastía de los Capetos, gobernantes del Reino de Francia, y sus vasallos de la casa de Plantagenet, que también gobernaban el Reino de Inglaterra como parte del Imperio angevino, dio lugar a numerosas luchas armadas. La más notoria de todas ellas es la serie de conflictos conocida como la guerra de los Cien Años (1337-1453), en la que los reyes de Inglaterra reclamaron el trono francés. Tras salir victoriosa de dicho conflicto, Francia buscó extender su influencia a Italia, pero fue derrotada por España y el Sacro Imperio Romano en las posteriores guerras italianas (1494-1559).
Francia en la Edad Moderna empezó a centralizarse; el idioma francés empezó a desplazar a otras lenguas del uso oficial, y el monarca amplió su poder absoluto, aunque en un sistema administrativo (el Antiguo Régimen) complicado por las irregularidades históricas y regionales en materia de fiscalidad, divisiones legales, judiciales y eclesiásticas, y prerrogativas locales. Desde el punto de vista religioso, Francia se dividió entre la mayoría católica y una minoría protestante, los hugonotes, lo que dio lugar a una serie de guerras civiles, las guerras de religión (1562-1598). Las guerras de religión paralizaron Francia, pero la victoria ante España y el Imperio Habsburgo en la guerra de los Treinta Años volvió a convertir a Francia en la nación más poderosa del continente. El reino se convirtió en la potencia cultural, política y militar de Europa en el siglo XVII bajo Luis XIV. En paralelo, Francia desarrolló su primer imperio colonial en Asia, África y América. Durante los siglos XVI y XVII, el primer imperio colonial francés abarcaba una superficie total de más de 10 000 000 km2 en su apogeo, en 1680. Era el segundo imperio más grande del mundo en la época después del Imperio español. Los conflictos coloniales con Gran Bretaña provocaron la pérdida de gran parte de sus posesiones norteamericanas en 1763. La intervención francesa en la guerra de Independencia de los Estados Unidos contribuyó a asegurar la independencia de los nuevos Estados Unidos de América, pero fue costosa y aportó pocos beneficios a Francia.
El Reino de Francia adoptó una constitución escrita en 1791, pero se abolió el reino un año después y fue reemplazado por la Primera República francesa. Las otras grandes potencias restauraron la monarquía en 1814, y duró (exceptuando los Cien Días en 1815) hasta la Revolución francesa de 1848.

## Historia política

### Francia Occidental
Durante los últimos años del gobierno del anciano Carlomagno, los vikingos avanzaron por los perímetros septentrional y occidental del reino de los francos. Tras la muerte de Carlomagno en 814, sus herederos fueron incapaces de mantener la unidad política y el imperio comenzó a desmoronarse. El Tratado de Verdún de 843 dividió el Imperio carolingio en tres partes. Carlos el Calvo gobernaría Francia Occidental, el núcleo de lo que se convertiría en el Reino de Francia. Carlos el Calvo también fue coronado rey de Lotaringia tras la muerte de Lotario II en 869, pero en el Tratado de Meerssen (870) se vio obligado a ceder gran parte de Lotaringia a sus hermanos, conservando las cuencas del Ródano y el Mosa (entre las que se incluyen Verdún, Vienne y Besanzón), pero dejando Renania, con Aquisgrán, Metz y Tréveris, en Francia Oriental.
Las incursiones vikingas a lo largo del Loira, el Sena y otros ríos aumentaron. Durante el reinado de Carlos el Simple (898-922), los normandos, a la orden de Rollón de Escandinavia, se asentaron a lo largo del Sena, río abajo de París, en una región que pasó a llamarse Normandía.

### Alta Edad Media
Los carolingios correrían la misma suerte que sus predecesores: tras una lucha intermitente por el poder entre las dos dinastías, la llegada al trono en 987 de Hugo Capeto, duque de Francia y conde de París, instauró la dinastía de los Capetos. Junto con sus descendientes, las casas de Valois y Borbón, gobernó Francia durante más de 800 años.
El antiguo orden dejó a la nueva dinastía el control inmediato de poco más allá del curso medio del Sena y los territorios adyacentes, mientras que los poderosos señores territoriales, como los condes de Blois de los siglos X y XI, acumulaban grandes dominios propios mediante matrimonios y acuerdos privados con nobles menores para obtener protección y apoyo.
La zona del bajo Sena se convirtió en una fuente de especial preocupación cuando el duque Guillermo tomó posesión del Reino de Inglaterra mediante la conquista normanda de 1066, convirtiéndose él y sus herederos en iguales al rey fuera de Francia (donde seguía nominalmente sujeto a la Corona).
Enrique II heredó el ducado de Normandía y el condado de Anjou, y se casó en 1152 con la recién soltera exreina de Francia, Leonor de Aquitania, que gobernaba gran parte del suroeste de Francia. Tras sofocar una revuelta liderada por Leonor y tres de sus cuatro hijos, Enrique hizo encarcelar a Leonor, convirtió al duque de Bretaña en su vasallo y gobernó la mitad occidental de Francia como un poder mayor que el trono francés. Sin embargo, las disputas entre los descendientes de Enrique sobre la división de sus territorios franceses, unidas a la larga disputa de Juan de Inglaterra con Felipe II, permitieron a este recuperar influencia sobre la mayor parte de este territorio. Tras la victoria francesa en la batalla de Bouvines en 1214, los monarcas ingleses solo conservaron el poder en el suroeste del ducado de Guyena.

### Baja Edad Media y la guerra de los Cien Años

Bandera del Reino de Francia, diseñada a finales del.

La muerte de Carlos IV de Francia en 1328 sin herederos varones puso fin a la principal línea capeta. Según la ley sálica, la corona no podía pasar por una mujer (la hija de Felipe IV era Isabel, cuyo hijo fue Eduardo III de Inglaterra), por lo que el trono pasó a Felipe VI, hijo de Carlos de Valois. Esto, sumado a una larga disputa por los derechos sobre Gascuña, en el sur de Francia, y a la relación entre Inglaterra y las ciudades pañeras flamencas, desembocó en la guerra de los Cien Años de 1337-1453. El siglo siguiente fue testigo de guerras devastadoras, revueltas campesinas (la revuelta de los campesinos ingleses de 1381 y la Grande Jacquerie de 1358 en Francia) y el auge del nacionalismo en ambos países.
Las pérdidas del siglo de guerra fueron descomunales, sobre todo debido a la plaga (la peste negra, que se suele considerar un brote de peste bubónica), que llegó desde Italia en 1384 y se propagó rápidamente por el valle del Ródano y, de ahí, a la mayoría el país. Se calcula que una población de unos 18-20 millones de habitantes en la Francia actual en la época de los fogajes de 1328 se había reducido 150 años después en un 50 % o más.

### Renacimiento y Reforma
La época del Renacimiento destacó por la aparición de poderosas instituciones centralizadas, así como de una floreciente cultura (en gran parte importada de Italia). Los reyes forjaron un robusto sistema fiscal, que aumentaba el poder del rey para crear ejércitos que intimidaban a la nobleza local. Especialmente en París surgieron fuertes tradiciones en literatura, arte y música. El estilo predominante era el clásico.
Francisco I ratificó la Ordenanza de Villers-Cotterêts en 1539. En gran parte obra del canciller Guillaume Poyet, abordaba una serie de asuntos gubernamentales, judiciales y eclesiásticos. Los artículos 110 y 111, los más famosos, abogaban por el uso del idioma francés en todos los actos jurídicos, contratos notariales y legislación oficial.

#### Guerras italianas
Después de la guerra de los Cien Años, Carlos VIII de Francia firmó tres tratados más con Enrique VII de Inglaterra, Maximiliano I de Habsburgo y Fernando II de Aragón en Étaples (1492), Senlis (1493) y Barcelona (1493), respectivamente. Estos tres tratados allanaron el camino para que Francia emprendiera las largas guerras italianas (1494-1559), que marcaron el inicio de la Francia moderna. El empeño francés por hacerse con el dominio solo consiguió aumentar el poder de la Casa de Habsburgo.

#### Guerras de religión
Apenas terminaron las guerras italianas, Francia se vio sumida en una crisis nacional con consecuencias trascendentales. A pesar de la firma de un Concordato entre Francia y la Santa Sede en 1516 que confería a la Corona un poder inigualable en los nombramientos eclesiásticos de alto rango, Francia se vio profundamente afectada por el intento de la Reforma protestante de romper la hegemonía de la Europa católica. Una creciente minoría protestante urbana (que más tarde pasó a conocerse como los hugonotes) se enfrentó a una represión aún mayor bajo el gobierno del hijo de Francisco I, el rey Enrique II. Tras la muerte de Enrique II en una justa, el país fue gobernado por su viuda, Catalina de Médici, y sus hijos Francisco II, Carlos IX y Enrique III. La reafirmada reacción católica encabezada por los poderosos duques de Guisa culminó en una masacre de hugonotes (1562), dando comienzo a la primera de las guerras de religión francesas, durante la cual fuerzas inglesas, alemanas y españolas intervinieron del lado de las fuerzas protestantes o católicas enfrentadas. Opuestos a la monarquía absoluta, los monarcómacos hugonotes teorizaron durante esta época sobre el derecho de rebelión y la legitimidad del tiranicidio.
Las guerras de religión culminaron con la guerra de los tres Enriques, en la cual Enrique III asesinó a Enrique de Guisa, líder de la Liga Católica respaldada por España, y el rey fue asesinado a su vez. Tras el magnicidio de tanto Enrique de Guisa (1588) como Enrique III (1589), el conflicto terminó con la llegada del rey protestante de Navarra Enrique IV (primer rey de la dinastía borbónica) y su posterior renuncia al protestantismo (Expediente de 1592, con efecto en 1593), su aceptación por la mayor parte de la clase dirigente católica (1594) y por el Papa (1595), y su promulgación del decreto de tolerancia conocido como el Edicto de Nantes (1598), que garantizaba la libertad de culto privado y la igualdad civil.

### Edad Moderna

#### Francia colonial
La pacificación de Francia bajo el reinado de Enrique IV sentó en gran medida las bases para el inicio del ascenso de Francia a la hegemonía europea. Francia se expandió durante todo el siglo XVII, excepto a finales: los franceses empezaron a comerciar en la India y Madagascar, fundaron Quebec y penetraron en los Grandes Lagos de Norteamérica y en Misisipi, establecieron economías de plantación en las Indias Occidentales, ampliaron sus contactos comerciales en Levante y ampliaron su marina mercante.

#### Guerra de los Treinta Años
Luis XIII, hijo de Enrique IV, y el cardenal Richelieu, su ministro (1624-1642), elaboraron una política contra España y el Sacro Imperio Romano durante la guerra de los Treinta Años (1618-1648), que había estallado en Alemania. Tras la muerte de tanto el rey como el cardenal, la Paz de Westfalia consiguió la aceptación universal de la fragmentación política y religiosa de Alemania, pero la regencia de Ana de Austria y su ministro, el cardenal Mazarino, fue testigo de una revuelta civil conocida como la Fronda (1648-1653), que se prolongó en una guerra franco-española (1653-1659). El Tratado de los Pirineos (1659) formalizó la toma francesa (1642) del territorio español del Rosellón tras el aplastamiento de la efímera República Catalana y dio paso a un breve periodo de paz.

#### Estructuras administrativas
El Antiguo Régimen se refiere principalmente al sistema aristocrático, social y político de la Francia de principios de la Edad Moderna bajo las dinastías Valois y Borbón. Las estructuras administrativas y sociales del Antiguo Régimen fueron el resultado de años de desarrollo de Estado, actos legislativos (como la Ordenanza de Villers-Cotterêts), conflictos internos y guerras civiles, pero siguieron siendo un confuso mosaico de privilegios locales y diferencias históricas hasta que la Revolución francesa supuso una supresión radical de la incoherencia administrativa.

#### Luis XIV, el Rey Sol

Luis XIV, por Hyacinthe Rigaud, 1701

Durante la mayoría del reinado de Luis XIV (1643-1715), el «Rey Sol», Francia fue la potencia dominante de Europa, ayudada por la diplomacia del sucesor del cardenal Richelieu como ministro jefe del rey (1642-1661), el cardenal Jules Mazzarin. El cardenal Mazarino supervisó la creación de una Marina Real francesa que rivalizaba con la inglesa, ampliándola de 25 barcos a casi 200. El Ejército también aumentó considerablemente. Las nuevas guerras (la guerra de Devolución, 1667-1668 y la guerra franco-neerlandesa, 1672-1678) trajeron consigo nuevas conquistas territoriales (Artois, Flandes occidental y el Franco Condado de Borgoña), pero a costa de una oposición cada vez más coordinada de los poderes reales rivales y de un legado de deuda nacional cada vez mayor. Luis XIV, partidario de la teoría del «derecho divino de los reyes», que propugna el origen divino del poder temporal y la ausencia de toda restricción terrenal del gobierno monárquico, continuó la labor de sus predecesores de crear un Estado centralizado gobernado desde París, la capital. Quiso eliminar los restos del feudalismo que aún persistían en partes de Francia y, al obligar a la élite noble a residir regularmente en su fastuoso Palacio de Versalles, construido a las afueras de París, consiguió pacificar a la aristocracia, muchos de cuyos miembros habían participado en la anterior rebelión de la Fronda durante la juventud de Luis. Así, consolidó en Francia un sistema de monarquía absoluta que perduró 150 años, hasta la Revolución francesa. McCabe afirma que los críticos se basaron en la ficción para retratar la degradada corte turca, utilizando «el harén, la corte del sultán, el despotismo oriental, el lujo, las gemas y especias, las alfombras y los cojines de seda» como analogía desfavorable de la corrupción de la corte real francesa.
El rey quiso imponer la uniformidad religiosa total en el país, revocando el Edicto de Nantes en 1685. Se calcula que entre 150 000 y 300 000 protestantes huyeron de Francia durante la oleada de persecuciones que siguió a la derogación, costándole al país un gran número de intelectuales, artesanos y otras personas valiosas. La persecución se extendió a grupos católicos heterodoxos, como los jansenistas, un grupo que negaba el libre albedrío y que ya había sido condenado por los papas. Con ello se granjeó la amistad de la Santa Sede, que hasta entonces se había mostrado hostil a Francia por su política de poner todos los bienes eclesiásticos del país bajo la jurisdicción del Estado y no de Roma.
En noviembre de 1700, el rey español Carlos II murió, poniendo fin a la línea Habsburgo en el país. Luis llevaba tiempo esperando este momento. Tenía pensado instalar a un familiar Borbón, Felipe, duque de Anjou (1683-1746), en el trono. Básicamente, España se convertiría en un aliado perpetuo e incluso en un satélite obediente de Francia, gobernada por un rey que acataría las órdenes de Versalles. Al darse cuenta de cómo esto alteraría el equilibrio de poder, los demás dirigentes europeos se indignaron. Sin embargo, la mayoría de las alternativas eran igual de indeseables. Por ejemplo, poner a otro Habsburgo en el trono sería recrear el gran imperio multinacional de Carlos I de España (1500-1558) y V del Sacro Imperio, lo cual también alteraría el equilibrio de poder. Después de nueve años de guerras agotadoras, lo último que quería Luis era otro conflicto. No obstante, el resto de Europa no iba a tolerar sus ambiciones en España, y así comenzó la larga guerra de sucesión española (1701-1714), apenas tres años después de que terminase la guerra de la Gran Alianza (1688-1697).

#### Disidencia y revolución

Provincias en 1789

El reinado de Luis XV (1715-1774) supuso un retorno inicial a la paz y prosperidad de la regencia (1715-1723) de Felipe II, duque de Orleans, cuya política continuó en gran medida (1726-1743) el cardenal Fleury, primer ministro en todo menos en el nombre. El agotamiento de Europa tras dos grandes guerras dio lugar a un largo periodo de paz, solo interrumpido por conflictos menores como la guerra de sucesión polaca (1733-1738). La guerra a gran escala se reanudó con la guerra de sucesión austriaca (1740-1748), pero la alianza con el tradicional enemigo Habsburgo (la «Revolución diplomática» de 1756) ante las potencias emergentes de Gran Bretaña y Prusia dio lugar a un costoso fracaso en la guerra de los Siete Años (1756-1763) y a la pérdida de las colonias francesas en Norteamérica.
En general, el siglo XVIII fue testigo de un creciente descontento con la monarquía y el orden establecido. Luis XV era un rey muy impopular por sus excesos sexuales, su debilidad general y por haber perdido Canadá a manos de los británicos. Un gobernante fuerte como Luis XIV podía mejorar la posición de la monarquía, mientras que Luis XV la debilitaba. Los escritos de los philosophes como Voltaire eran una clara señal de descontento, pero el rey prefirió ignorarlos. Murió de viruela en 1774, y el pueblo francés no lloró su fallecimiento. Aunque Francia aún no había experimentado la Revolución Industrial que se estaba gestando en Gran Bretaña, la creciente clase media de las ciudades se sentía cada vez más frustrada con un sistema y unos gobernantes que parecían tontos, frívolos, distantes y anticuados, aunque el verdadero feudalismo ya no existiera en Francia.
Tras la muerte de Luis XV, su nieto Luis XVI fue rey. Aunque era popular al principio, en la década de 1780 ya era muy odiado. Se casó con una archiduquesa austriaca, María Antonieta. La intervención francesa en la guerra de Independencia estadounidense también fue muy costosa.
Con el país endeudado, Luis XVI permitió las reformas radicales de Turgot y Malesherbes, pero el descontento de la nobleza provocó la destitución de Turgot y la dimisión de Malesherbes en 1776. Fueron sustituidos por Jacques Necker. Necker dimitió en 1781 para ser sustituido por Calonne y Brienne, antes de ser restaurado en 1788. El duro invierno de ese año provocó una escasez generalizada de alimentos, y para entonces Francia era un polvorín a punto de estallar. En vísperas de la Revolución francesa de julio de 1789, Francia estaba sumida en una profunda crisis institucional y financiera, pero las ideas de la Ilustración habían empezado a calar en las clases cultas de la sociedad.

### Monarquía limitada
El 3 de septiembre de 1791, la monarquía absoluta que había gobernado Francia durante 948 años se vio obligada a limitar su poder y a convertirse en una monarquía constitucional provisional. Sin embargo, no duró mucho. El 21 de septiembre de 1792, la monarquía francesa fue abolida con la proclamación de la Primera República francesa. El papel del rey en Francia cesó con la ejecución de Luis XVI en la guillotina el lunes 21 de enero de 1793, seguida por el Terror, las ejecuciones en masa, la forma provisional de gobierno republicano del Directorio y el comienzo eventual de 25 años de reformas, revueltas, dictaduras, guerras y renovaciones, incluyendo las varias guerras napoleónicas.

### Restauración
Tras la Revolución francesa (1789-1799) y el Primer Imperio francés de Napoleón (1804-1814), una coalición de potencias europeas restauró mediante las armas la monarquía de la Casa de Borbón en 1814. No obstante, el emperador depuesto, Napoleón I, volvió triunfante a París desde su exilio en la isla de Elba y gobernó Francia durante un breve periodo conocido como los Cien Días.
Cuando una séptima coalición europea volvió a derrocar a Napoleón tras la batalla de Waterloo en 1815, la monarquía borbónica volvió a restaurarse. El conde de Provenza y hermano de Luis XVI, que fue guillotinado en 1793, fue coronado Luis XVIII «el Deseado».Luis XVIII intentó conciliar los legados de la Revolución y del Antiguo Régimen permitiendo la formación de un Parlamento y una Carta Constitucional, conocida como la «carta otorgada». Su reinado estuvo marcado por los desacuerdos entre los doctrinarios, los pensadores liberales que apoyaban la Carta y la burguesía en auge, y los ultrarrealistas, aristócratas y clérigos que rechazaban categóricamente el legado de la Revolución. Se mantuvo la paz gracias a estadistas como Talleyrand y el duque de Richelieu, así como la moderación del rey y el intervencionismo prudente. En 1823, las agitaciones liberales en España propiciaron una intervención francesa de parte de los realistas, que permitió al rey Fernando VII de España abolir la Constitución de 1812.
Sin embargo, la obra de Luis XVIII se vio frustrada cuando, tras su muerte el 16 de septiembre de 1824, su hermano, el conde de Artois, se convirtió en rey con el nombre de Carlos X. Carlos X era un firme reaccionario que apoyaba a los ultrarrealistas y a la Iglesia católica. Bajo su reinado, se reforzó la censura de los periódicos, se promulgó la Ley Antisacrilegio y se aumentaron las indemnizaciones a los emigrados. Sin embargo, el reinado también fue testigo de la intervención francesa en la Revolución griega a favor de los rebeldes griegos, y de la primera fase de la conquista de Argelia.
A la mayoría doctrinaria de la Cámara de los Diputados no le gustaban las tendencias autoritarias del rey, así que el 18 de marzo de 1830 enviaron un discurso al rey en el que defendían los derechos de la Cámara y respaldaban una transición a un sistema plenamente parlamentario. Carlos X recibió este discurso como una amenaza velada, y el 25 de julio del mismo año promulgó las Ordenanzas de Julio, en un intento de reducir los poderes del Parlamento y restablecer el gobierno absoluto. La oposición reaccionó con disturbios en el Parlamento y barricadas en París, dando lugar a la Revolución de 1830. El rey abdicó, al igual que su hijo, el príncipe Luis Antonio, en favor de su nieto, el conde de Chambord, nombrando regente a su primo, el duque de Orleans. Sin embargo, ya era demasiado tarde y la oposición liberal se impuso a la monarquía.

### Consecuencias y Monarquía de Julio

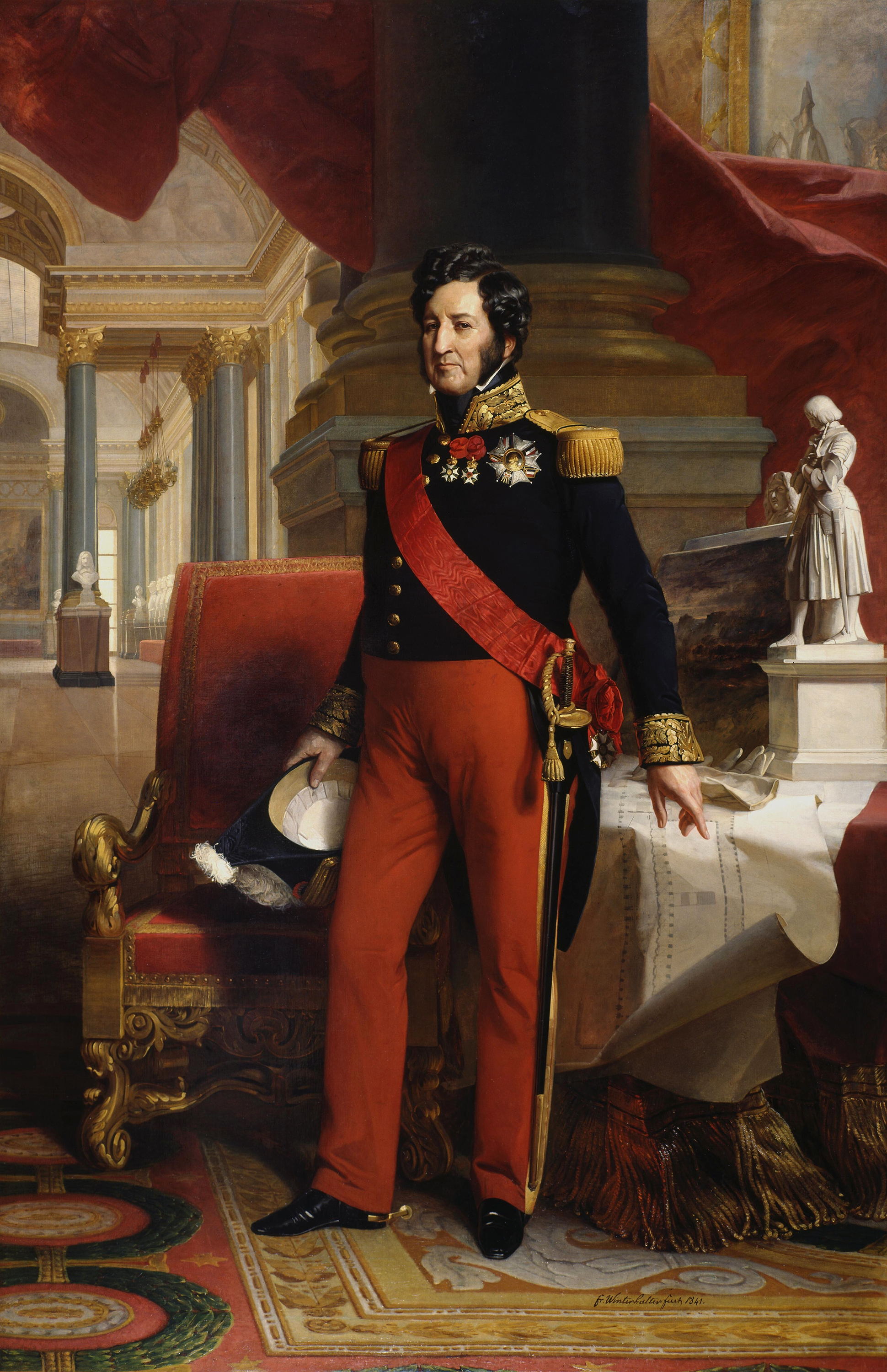
Luis Felipe I, por Franz Xaver Winterhalter (1841)

El 9 de agosto de 1830, la Cámara de los Diputados nombró a Luis Felipe, duque de Orleans, «rey de los franceses». Por primera vez desde la Revolución francesa, el rey fue designado como el gobernante del pueblo francés y no del país. La bandera blanca borbónica fue reemplazada por la tricolor francesa, y se introdujo una nueva Carta en agosto de 1830.
La conquista de Argelia continuó, y se establecieron nuevos asentamientos en el golfo de Guinea, Gabón, Madagascar y Mayotte, mientras que Tahití quedó bajo un protectorado.
Sin embargo, a pesar de las reformas iniciales, Luis Felipe no era muy distinto de sus predecesores. La vieja nobleza fue reemplazada por la burguesía urbana y se excluyó a la clase obrera del sufragio. Luis Felipe nombró a burgueses notorios como primeros ministros, como el banquero Casimir Périer, el académico François Guizot o el general Jean-de-Dieu Soult, lo que le hizo ganarse el apodo del «Rey Ciudadano». La Monarquía de Julio estuvo asolada por escándalos de corrupción y crisis financieras. La oposición al rey estaba formada por legitimistas, que apoyaban al conde de Chambord, pretendiente Borbón al trono, y de bonapartistas y republicanos, que luchaban contra la realeza y apoyaban los principios de la democracia.
El rey intentó reprimir la oposición con la censura, pero cuando la Campagne des banquets («Campaña de los banquetes») fue reprimida en febrero de 1848, estallaron disturbios y sediciones en París y más tarde en toda Francia, lo que dio lugar a la Revolución de 1848. La Guardia Nacional se negó a reprimir la rebelión, por lo que Luis Felipe abdicó y huyó a Inglaterra. El 24 de febrero de 1848, se abolió la monarquía y se proclamó la Segunda República. A pesar de los intentos posteriores de restablecer el reino en la década de 1870, durante la Tercera República, la monarquía francesa no ha vuelto.

## Territorios y provincias

Francia Occidental durante la época de Hugo Capeto. El dominio real se muestra en azul y los demás colores los principados vasallos del reino.

El Reino de Francia en 1030 (dominio real en azul claro).

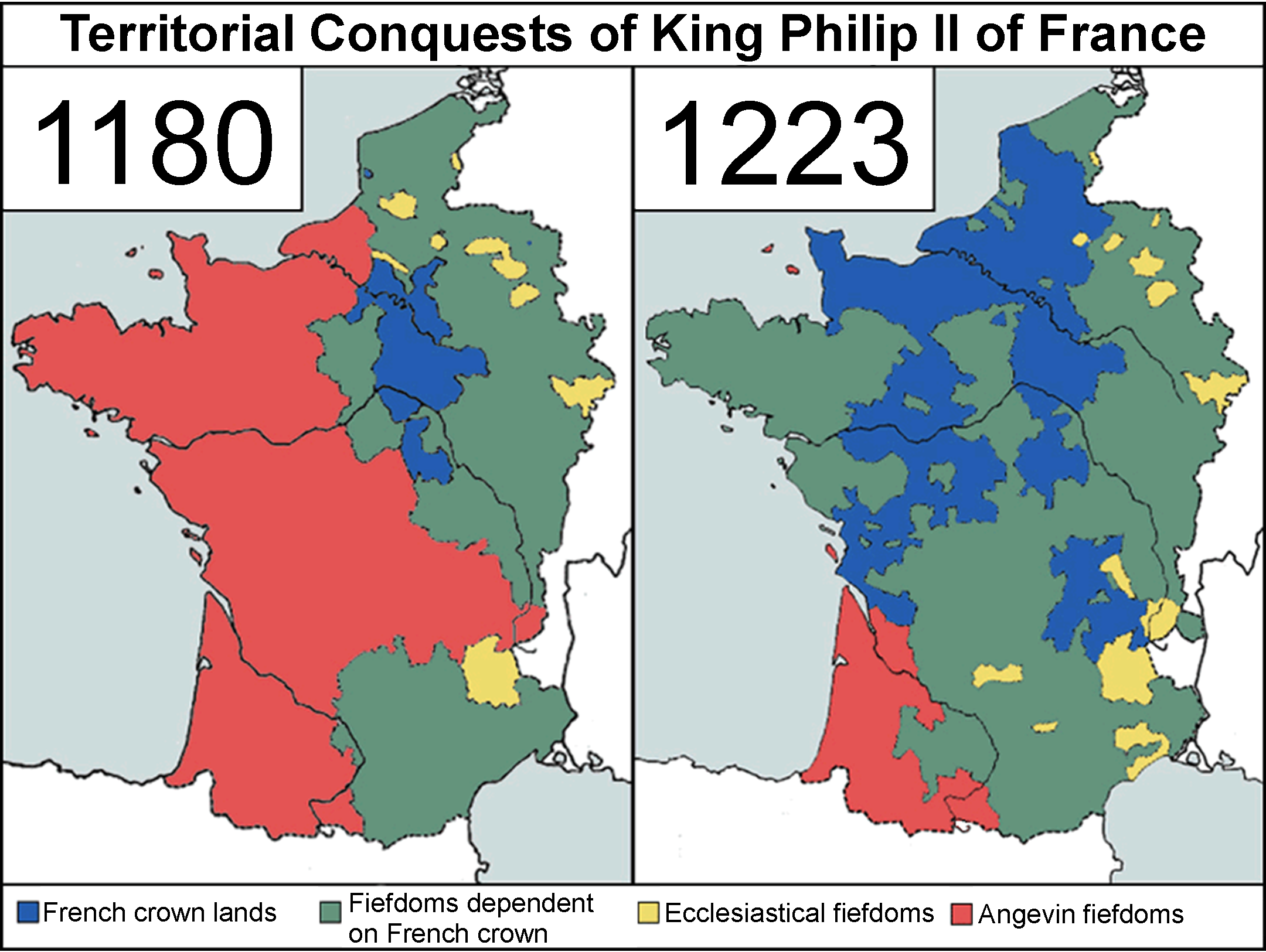
Desarrollo territorial bajo Felipe Augusto (Felipe II), 1180-1223

El reino de Francia en 1477, descendiente de los reinos germánicos francos. En la imagen la casa de los capetos (descendientes de los carolingios), la casa de borgoña y otras casas en tonalidades mas verdosas que tenian dominios considerables como el ducado de bretaña.

Evolución territorial de Francia (985-1947)

Antes del siglo XIII, solo una pequeña parte de lo que ahora es Francia estaba bajo control del rey franco; en el norte se produjeron incursiones vikingas que dieron lugar a la formación del Ducado de Normandía; en el oeste, los condes de Anjou se establecieron como poderosos rivales del rey y, a finales del siglo XI, gobernaban el Imperio angevino, que incluía el Reino de Inglaterra. Solo con Felipe II de Francia la mayor parte del territorio de Francia Occidental quedó bajo el dominio de los reyes francos, y Felipe fue, por consiguiente, el primer rey que se autodenominó «rey de Francia» (1190). La división de Francia entre los reyes angevinos (Plantagenet) de Inglaterra y los reyes capetos de Francia daría lugar a la guerra de los Cien Años, y Francia no recuperaría el control de estos territorios hasta mediados del siglo XV. Lo que hoy es el este de Francia (Lorena, Arelat) no formaba parte de Francia Occidental desde un principio y solo se incorporó al reino a principios de la Edad Moderna.
Territorios heredados de Francia Occidental:
Dominio del rey franco (dominio real, véase Tierras de la corona de Francia)
- Isla de Francia
- Reims
- Bourges
- Orleans

Vasallos directos del rey francés en los siglos X al XII:
- Condado de Champaña (al dominio real en 1316)
- Condado de Blois (al dominio real en 1391)
- Ducado de Borgoña (hasta 1477, luego dividido entre Francia y los Habsburgo)
- Condado de Flandes (a Borgoña en 1369)
- Ducado de Borbón (1327-1523)

Adquisiciones durante los siglos XIII y XIV:
- Ducado de Normandía (1204)
- Condado de Tourain (1204)
- Condado de Anjou (1225)
- Condado de Maine (1225)
- Condado de Auvernia (1271)
- Condado de Toulouse (1271), que incluye:
  - Condado de Quercy
  - Condado de Rouergue
    - Condado de Rodez

  - Condado de Gévaudan
  - Vizcondado de Albi
  - Marquesado de Gotia
- Condado de Champaña (al dominio real en 1316)
- Delfinado (1349), posesión hereditaria de los reyes de Francia que estaba en manos del delfín, pero técnicamente no formaba parte del Reino de Francia porque seguía siendo nominalmente parte del Sacro Imperio Romano Germánico.
- Condado de Blois (al dominio real en 1391)

Adquisiciones de los reyes Plantagenet de Inglaterra tras la victoria francesa en la guerra de los Cien Años en 1453:
- Ducado de Aquitania (Guyena), que incluye:
  - Condado de Poitou
  - Condado de La Marche
  - Condado de Angulema
  - Condado de Périgord
    - Condado de Velay

  - Condado de Saintonge
  - Vizcondado de Limosín
  - Señorío de Issoudun
  - Señorío de Déols
  - Ducado de Vasconia
    - Condado de Agenais
- Ducado de Bretaña (disputado desde la guerra de sucesión bretona, a Francia en 1453, a la propiedad real en 1547)

Adquisiciones después de la guerra de los Cien Años:
- Ducado de Borgoña (1477)
- Pale de Calais (1558)
- Reino de Navarra (1620)
- Alsacia: Paz de Westfalia (1648), Tratados de Nimega, Tregua de Ratisbona (1684)
- Condado de Artois (1659)
- Rosellón y Perpiñán, Montmédy y otras partes de Luxemburgo, partes de Flandes, inclusive Arrás, Béthune, Gravelinas y Thionville (Tratado de los Pirineos, 1659)
- Franco Condado de Borgoña (1668, 1679)
- Henao francés (1679)
- Principado de Orange (1713)
- Ducado de Lorena (1766)
- Conquista francesa de Córcega (1769)
- Condado Venaissin (1791)

## Religión

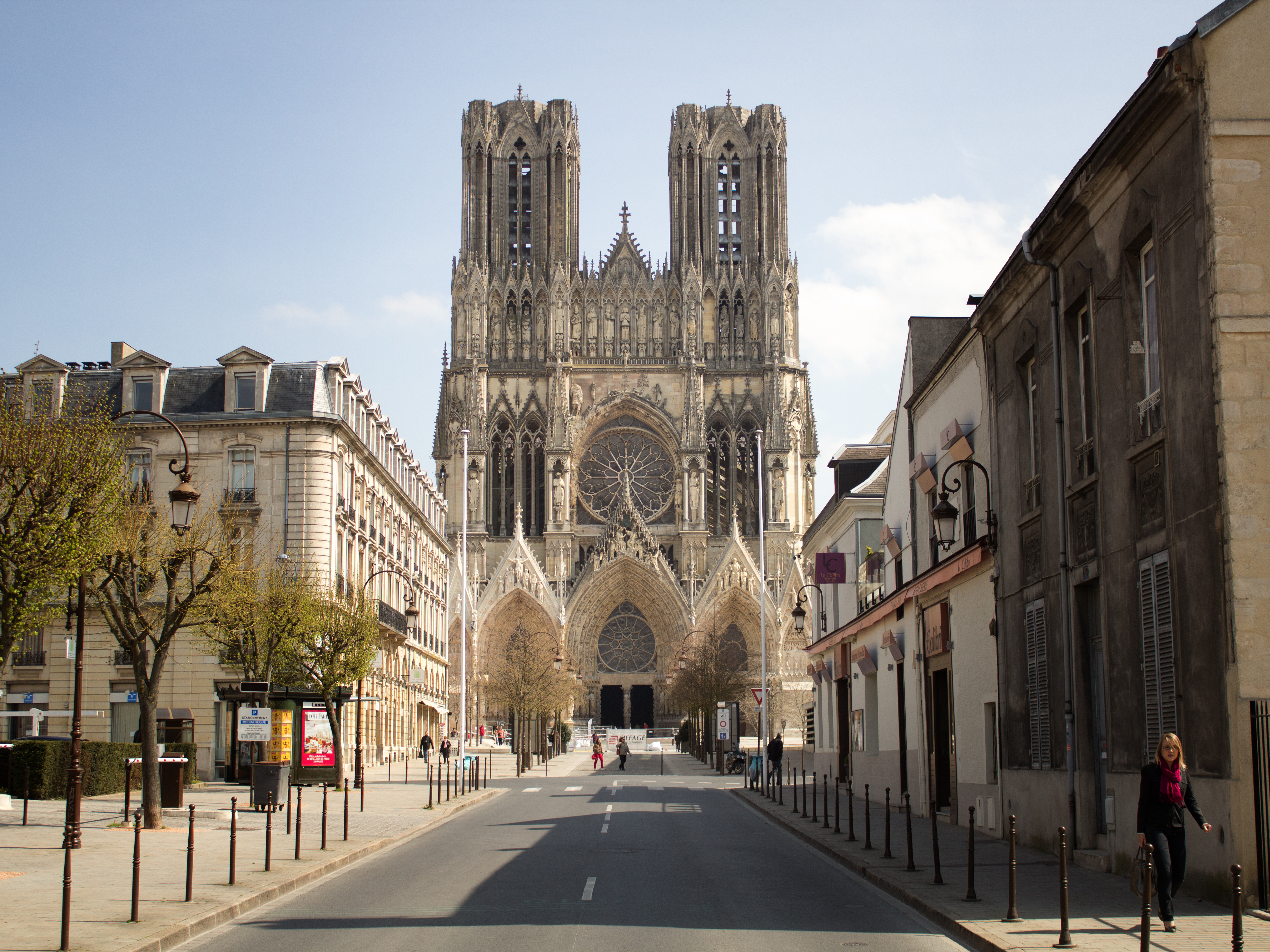
La Catedral de Reims, construida en el lugar donde Clodoveo I fue bautizado por Remigio, fue el lugar de la consagración de los reyes de Francia.

Antes de la Revolución francesa, el catolicismo era la religión oficial de Estado del Reino de Francia. Francia era considerada tradicionalmente la hija mayor de la Iglesia (en francés, Fille aînée de l'Église), y el rey de Francia siempre mantuvo estrechos vínculos con el Papa. Sin embargo, la monarquía francesa mantuvo un grado considerable de autonomía, en concreto mediante su política de «galicanismo», por la que el rey seleccionaba a los obispos en lugar del papado.
Durante la Reforma protestante de mediados del siglo XVI, Francia desarrolló una importante población protestante influyente, sobre todo de confesión calvinista; después de que el teólogo y pastor francés Juan Calvino introdujera la Reforma en Francia, el número de protestantes franceses (hugonotes) creció de forma constante hasta alcanzar el 10 % de la población, es decir, aproximadamente 1,8 millones de personas. Las posteriores guerras de religión de Francia, y sobre todo la matanza de San Bartolomé, diezmaron la comunidad hugonote. Los protestantes disminuyeron al 7-8 % de la población del reino para finales del siglo XVI. El Edicto de Nantes trajo décadas de respiro hasta su revocación a finales del siglo XVII por Luis XIV. El éxodo de hugonotes del Reino de Francia provocó una fuga de cerebros, ya que muchos de ellos habían ocupado puestos importantes en la sociedad.
Los judíos han existido en Francia desde al menos la Alta Edad Media. El Reino de Francia fue un centro de aprendizaje judío en la Edad Media, que gestó a influyentes eruditos judíos como Rashi e incluso acogió debates teológicos entre judíos y cristianos. La persecución generalizada comenzó en el siglo XI y aumentó de forma intermitente a lo largo de la Edad Media, con muchas expulsiones y retornos.

## Leer más
- Gildea, Robert. The Past in French History (1996)
- Pinkney, David H. "Two Thousand Years of Paris," Journal of Modern History (1951) 23#3 pp. 262–264 in JSTOR
- Revel, Jacques, and Lynn Hunt, eds. Histories: French Constructions of the Past (1995). 654pp, 64 essays; emphasis on Annales School
- Symes, Carol. "The Middle Ages between Nationalism and Colonialism," French Historical Studies (Winter 2011) 34#1 pp 37–46
- Thébaud, Françoise. "Writing Women's and Gender History in France: A National Narrative?" Journal of Women's History (2007) 19#1 pp. 167–172 in Project MUSE